# 박흥렬
박흥렬 (朴興烈, 1949년 3월 18일 ~ )은 대한민국의 제38대 육군참모총장을 지낸 군인으로 박근혜 정부에서 대통령경호실장을 역임하였다.

## 생애
경남 부산시에서 4남 2녀중 삼남으로 태어났다. 
노무현 정부 시절 노무현 대통령이 8명의 후보군 중 종합점수평가로 참모총장을 발탁했는데 군생활 전체를 기준으로 주요 보직을 두루 거치는 방식으로 점수를 산정했기에 그 점에서 다른 후보자보다 월등하다고 평가되어 이례적으로 비(非)야전사령관 출신의 육군참모총장으로 발탁되었으며, 박근혜 정부에서 초대 대통령경호실장으로 임명되었다. 

## 학력
- 부산고등학교 졸업(20회)
- 육군사관학교 학사(28기)
- 육군보병학교 졸업

### 비학위 수료
- 동국대학교 행정대학원 행정정책과정수료

### 명예 박사 학위
- 대전대학교 명예 행정학 박사

## 경력
- 1972년 : 육군 소위 임관
- 1973년 : 육군3사관학교 생도대 소대장
- 1977년 : 육군 5사단 36연대 9중대장
- 1982년~1983년 : 육군 26사단 76연대 2대대장
- 1988년 : 육군 7군단 인사참모
- 1990~1992년 : 육군 32사단 98연대장
- 1997년~1998년 : 육군본부 인사운영처장
- 1999년~2001년 : 육군 7사단장
- 2001년~2003년 : 육군본부 인사참모부장
- 2003년 : 육군 3군단장, 육군발전위원회 위원장
- 2005년 : 육군본부 육군참모차장
- 2006년 11월~2008년 3월 : 육군본부 육군참모총장
- 2011년 3월~2013년 2월 : 단국대학교 교양학부 교수
- 2013년 3월~2017년 5월 : 대통령경실처장

## 수상
- 1997년 천수장
- 2004년 국선장
- 2008년 보국훈장 통일장

## 저서
- 군생활의 지휘 철학을 정리한 '지휘통솔 소고'(군용) 발간

## 참고
| 전임 김장수 | 제38대 육군참모총장 2006년 11월 17일 ~ 2008년 3월 21일 | 후임 임충빈 |

| 전임 어청수 (대통령실 경호처장) | 초대 대통령경호실장 2013년 2월 25일 ~ 2017년 5월 10일 | 후임 주영훈 |